# Oleria completa
Oleria completa är en fjärilsart som beskrevs av Richard Haensch 1903. Oleria completa ingår i släktet Oleria och familjen praktfjärilar. Inga underarter finns listade i Catalogue of Life.